# Abner Trigueros
Abner Isaí Trigueros Álvarez (Città del Guatemala, 27 dicembre 1987) è un calciatore guatemalteco, attaccante del Suchitepéquez e della Nazionale guatemalteca.